# Инжињерија
Инжињерија (фр. ingénier довијати се, смишљати; фр. ingénieur инжењер, мерач), род војске који извршава задатке техничког и борбеног карактера. Изводи радове на сувоземним комуникацијама и логорским грађевинама, проналази и експлоатише воду, руши разне објекте, поставља и савлађује разне врсте минско-експлозивних препрека, водене и фортификацијске препреке и објекте, располаже бацачима пламена, инжињеријским машинама и другим инжињеријским средствима. У армији обухвата просечно око 10% целокупне јачине армије.
Према НАТО-у, „војни инжењеринг је та инжињерска активност која се предузима, без обзира на компоненту или службу, како би се обликовало физичко оперативно окружење. Војно инжењерство укључује подршку маневру и снагама у целини, укључујући војне инжењерске функције као што је инжењерска подршка сили заштите, против импровизованих експлозивних направа, заштите животне средине, инжењерске обавештајне и војне претраге. Војни инжењеринг не обухвата активности које предузимају они 'инжењери' који одржавају, поправљају и руководе возилима, пловилима, авионима, системима наоружања и опремом.”
Војно инжењерство је наставни предмет који се предаје на војним академијама или школама војног инжењерства. Задатке изградње и рушења у вези са војним инжењерингом обично обављају војни инжењери, укључујући војнике обучене као сапери или пионири. У модерним војскама, војници обучени да обављају такве задатке док су у претходници у борби и под ватром често се називају борбеним инжењерима.

## Историја
Прва цивилизација која је имала посвећену снагу војних инжењерских стручњака били су Римљани, чија је војска садржавала наменски корпус војних инжењера познатих као архитекти. Ова група је била еминентна међу својим савременицима. Пример је размера одређених војних инжењерских подухвата, као што је изградња двоструког зида утврђења дужине 30 mi (48 km) за само 6 недеља да би се потпуно затворио опкољени град Алезија 52. п. н. е. Такви војни инжењерски подвизи били би потпуно нови, и вероватно збуњујући и деморалишући, за галске браниоце. Витрувије је најпознатији од ових инжињера римске војске, јер су његови списи преживели.
У давна времена, војни инжењери су били одговорни за опсадно ратовање и изградњу теренских утврђења, привремених логора и путева. Најзначајнији инжењери античког доба били су Римљани и Кинези, који су конструисали огромне машине за опсаду (катапулте, овнове и опсадне куле). Римљани су били одговорни за изградњу утврђених дрвених логора и поплочаних путева за своје легије. Многи од ових римских путева су и данас у употреби.
Отприлике 600 година након пада Римског царства, пракса војног инжењеринга једва да је еволуирала на западу. Заправо, већина класичних техника и пракси римског војног инжењеринга је изгубљена. Током овог периода, пешаци (који су били кључни за већи део римских војних инжењерских способности) су у великој мери замењени коњаницима. Тек касније у средњем веку, војно инжењерство је доживело оживљавање фокусирано на опсадни рат.
Војни инжењери су планирали замкове и тврђаве. Приликом опсаде, планирали су и надгледали напоре да продру у одбрану замка. Када су замкови служили војној сврси, један од задатака сапера је био да ослабе основе зидова како би се омогућило њихово пробијање пре него што се осмисле средства за спречавање ових активности. Уопштено говорећи, сапери су били стручњаци у рушењу или на други начин савладавању или заобилажењу система утврђења.
Са развојем барута у 14. веку, појавиле су се нове опсадне машине у облику топова. У почетку су војни инжењери били одговорни за одржавање и руковање овим новим оружјем баш као што је то био случај са претходним опсадним машинама. У Енглеској, изазов управљања новом технологијом резултирао је стварањем Оружаног уреда око 1370. који би управљао топовима, наоружањем и замцима краљевства. Војни инжењери и артиљерија чинили су тело ове организације и заједно су служили све док, наследник тог одсека, Управни одбор није распуштен 1855. године.
У поређењу са старим оружјем, топ је био знатно ефикаснији против традиционалних средњовековних утврђења. Војна инжињерија је значајно ревидирала начин градње утврђења како би била боље заштићена од непријатељских директних и понирања. Нова утврђења су такође имала за циљ да повећају способност бранилаца да испаљују ватру на непријатеље у нападу. Изградња тврђава се проширила у Европи у 16. веку на основу италијанског дизајна.
До 18. века, пукови пешадије у британској, француској, пруској и другим војскама укључивали су пионирске одреде. У време мира ови стручњаци су чинили пуковске трговце, који су градили и поправљали зграде, транспортне вагоне итд. У активној служби кретали су се на челу походних колона са секирама, лопатама и пијуцима, рашчишћавајући препреке или градећи мостове како би оспособили главнину пука за кретање кроз тежак терен. Модерни Краљевски велшки стрелци и француска Легија странаца и даље одржавају пионирске секције које марширају испред церемонијалних парада, носећи хромиране алате намењене само за изложбу. Друге историјске разлике укључују дуге радне кецеље и право на ношење браде. У западној Африци, Ашантску војску су у рату пратили столари који су били одговорни за изградњу склоништа и ковачи који су поправљали оружје.
Рат на полуострву (1808–14) открио је недостатке у обуци и знању официра и људи Британске војске у вођењу операција опсаде и премошћавања. Током овог рата нижерангирани Краљевски инжињерски официри су изводили велике операције. Имали су под командом радне групе од два-три батаљона пешадије, две-три хиљаде људи, који ништа нису знали у вештини опсаде. Официри Краљевских инжењера морали су да демонстрирају најједноставније задатке војницима, често под непријатељском ватром. Неколико официра је изгубљено и нису могли бити замењени, и био је потребан бољи систем обуке за опсадне операције. Краљевским налогом 23. априла 1812. једна установа је овлашћена да предаје „Саппинг, рударство и друге војне теренске радове“ млађим официрима Корпуса краљевских инжењера и Корпуса краљевских војних занатлија, сапера и рудара.
Војна инжињерија умногоме је помогла и српским устаницима који су најзначајније своје победе извојевали бранећи шанчеве које су претходно сами изградили.

## Образовање
Војни инжењери могу доћи из различитих инжењерских програма. Они могу бити дипломирани машински, електрични, грађевински или индустријски инжењери.